# Canadian Singles Chart
Canadian Singles Chart — канадський чарт, який «Jam! Canoe» публікує щочетверга. Чарт засновано 1996 року. Він мав 200 позицій. Але через те, що в 1990-х у Канаді значно зменшились продажі синглів, позицій в чарті вирішили зменшити. Тепер їх 10.
З 2006 в чарті змогли брати участь сингли, які мали цифровий формат. 7 червня 2007 компанія «Nielsen SoundScan», яка володіє американським «Billboard», відкрила в Канаді новий чарт — Canadian Hot 100. У ньому могли брати участь лише ті сингли, які можна було завантажити у цифровому вигляді.